# Qimen
Der Kreis Qimen (chinesisch 祁门县, Pinyin Qímén Xiàn) ist ein Kreis der bezirksfreien Stadt Huangshan in der chinesischen Provinz Anhui. Er hat eine Fläche von 2.214 km² und zählt 163.000 Einwohner (Stand: Ende 2018). Sein Hauptort ist die Großgemeinde Qishan (祁山镇).
Die alte Bühne von Qimen (Qimen gu xitai 祁门古戏台) steht auf der Liste der Denkmäler der Volksrepublik China.